# Groupe Benamor
Groupe Benamor aussi connu sous le nom de Amor Benamor est un groupe agroalimentaire algérien spécialisé dans la fabrication de pâtes alimentaires et couscous. Créé en 1984, le groupe est actuellement leader de la production de pâtes alimentaires et de couscous en Algérie.

## Histoire
Amor Benamor crée le groupe familial éponyme en 1984. L'activité commence à Bouati, dans la wilaya de Guelma, avec une les Conserveries Amor Benamor (CAB), spécialisée dans le concentré de tomates, la harissa (purée de piments) et la confiture.
Son fils Mohamed Laid Benamor prend le relai en 2003, lors du décès du fondateur. L'entreprise demeure familiale. Avec ses frères, Mohamed Laid Benamor accélère la diversification entamée en 2000 avec la filiale des Moulins Amor Benamor (production de semoule). En 2009, il se lance dans la fabrication des pâtes alimentaires. Le chiffre d'affaires passe de 6,2 milliards de dinars (66,3 millions d’euros) en 2003 à 19,2 milliards de dinars (près de 195 millions d’euros) en 2011.
En novembre 2011, il lance l'académie de football Amor Benamor, entièrement financée par son groupe,.
Le 13 février 2020, Mohamed Laid Benamor est placé en détention provisoire à la prison d'El-Harrach pour « abus de fonction », « trafic d’influence », « perception d’indus avantages », « exploitation illégale de terres agricoles », « dilapidation de deniers publics », « blanchiment d’argent » et « violation de la réglementation de change ». En avril 2022,  il est condamné à huit ans de prison.